# Thunder Force III
Thunder Force III — видеоигра в жанре скролл-шутер, разработанная компаниями Technosoft и изданная Technosoft, Sega и Seika для игровой платформы Sega Mega Drive/Genesis в 1990 году.
В том же году вышла версия игры для аркадных автоматов под названием Thunder Force AC.  В следующем Thunder Force AC была портирована на SNES уже под другим названием — Thunder Spirits.

## Сюжет
Империя Орнов вновь собирается завоевать господство над Галактикой. С этой целью она создаёт свои базы на нескольких планетах, а на одной из последних размещает главную базу Империи; на этих базах начинается формирование огромной армии для захвата Галактики. Для защиты от Галактической Федерации Империя также создаёт охранную систему под названием Cerberus, не позволющую большим космическим кораблям атаковать базы.
Федерация, зная о планах Орнов, конструирует специальный корабль под названием Fire Leo-03 Styx. Он способен миновать охранную систему Cerberus и пробраться на вражеские базы. Его пилоту даётся задание последовательно уничтожить базы Империи, а затем добраться до её главаря — суперкорабля под названием Cha Os.

## Геймплей

Кадр из игры

Игра представляет собой горизонтальный скролл-шутер с боковым сайд-скроллингом и двухмерной графикой (в отличие от предыдущих игр серии, использующих вертикальный скроллинг). Она состоит из пяти локаций-планет с возрастающим уровнем сложности.
Игрок управляет космическим кораблём, перемещаясь по уровням, уничтожая разнообразных врагов и собирая полезные предметы. В конце уровня находится босс, после уничтожения которого игрок получает возможность перейти на следующий уровень. Также в середине уровней встречаются промежуточные боссы.
Противники в игре — многочисленные летающие и наземные объекты. Они обладают различным запасом прочности, и чтобы уничтожить их, требуется от одного до нескольких попаданий; при этом врагам, чтобы уничтожить корабль игрока, достаточно одного попадания.
Боссы и промежуточные боссы имеют значительно бо́льший, чем у обычных противников, уровень здоровья и требуют определённой тактики во время сражения (например, чтобы победить боссов на втором уровне, нужно стрелять по радарам).
В игре представлено два вида полезных предметов. В основном это несколько видов оружия, отличающихся друг от друга по мощности и радиусу поражения (стандартный плазменный пулемёт (может стрелять в нескольких направлениях), волновой лазер, плазменная пушка, самонаводящиеся плазменные шары и др.). Также встречаются дополнительные жизни. Полезные предметы находятся в небольших кораблях-скутерах.
Список уровней:
- Hydra — база в тропическом лесу. Босс уровня — Gargoyle.
- Gorgon — база на вулканической планете. Босс — Twin Vulcan.
- Seiren — подводная база. Босс — King Fish.
- Haides — подземная база. Босс уровня — G Lobster.
- Ellis — база на заснеженной планете. Босс — Mobile Fort.

## Оценки
Отзывы критиков об игре были в основном положительными. К примеру, журнал Sega Magazine  поставил игре наиболее высокий балл — 10 из 10, а информационные сайты The Video Game Critic и 1UP! также оценили игру довольно высоко — оценка A и 95 баллов из 100. Сайт All Game Guide поставил игре оценку 4,5 балла из 5, а журнал Power Play — 85 баллов из 100.
Информационные сайты GameSpot и GameFAQs оценили игру 8,5 и 8,2 балла из 10
Среди достоинств игры были выделены хорошая графика и звуковые эффекты, а также дизайн уровней и врагов. Сравнивая игру с предыдущей частью (Thunder Force II), рецензенты отметили, что Thunder Force III имеет более динамичный игровой процесс.